# Abrahamia viguieri
Abrahamia viguieri là một loài thực vật có hoa trong họ Đào lộn hột. Loài này được (H. Perrier) Randrianasolo & Lowry mô tả khoa học đầu tiên.